# Madchester
El término Madchester (o la movida de Mánchester) fue acuñado a la escena musical del rock alternativo que se desarrolló en Mánchester, Reino Unido, a finales de los años 1980 y principios de los 90. El movimiento tomó su nombre del EP grabado por Happy Mondays en el año 1989, titulado Madchester Rave On (Hallelujah). La música practicada por estos grupos también fue conocida como Sonido Mánchester o Baggy.
El género también fue una de las influencias y pilares para el sonido y movimiento del britpop en los años siguientes, el cual fue un subgénero nacido del rock alternativo británico de los 90. Las bandas insignia del respectivo movimiento serían Oasis y Blur, que lo popularizaron alrededor del mundo.
La escena mezclaba el rock psicodélico, el indie, rock alternativo y la música dance. Entre los artistas asociados con esta escena se incluían los siguientes:
- The Stone Roses
- Happy Mondays
- The Charlatans UK
- Inspiral Carpets
- 808 State
- James
- The Mock Turtles
- Northside
- A Guy Called Gerald
- Blur

En esa época, la discoteca Haçienda, propiedad de Tony Wilson y de New Order, fue uno de los mayores catalizadores del espíritu musical distintivo de la ciudad.

## Antes de Madchester
La escena musical en Mánchester inmediatamente anterior a la era Madchester había estado dominada por bandas independientes como The Smiths, New Order y The Fall. Estas bandas se convirtieron en una gran influencia para la escena al igual que la música que sonaba en el club Haçienda.
La Haçienda había abierto sus puertas en 1982 y estaba regentada por Tony Wilson, también propietario de Factory Records. Durante sus primeros años de vida, pinchaban música indie, pero gradualmente comenzaron a poner más música disco, hip hop y electro.
En 1986, se convirtió en el club más importante fuera de EE. UU. en tomar la música house en serio, con DJs como Mike Pickering y Little Martin, conocido como MP, pinchando música durante la noche Nude de los viernes. Las sesiones Nude pronto se convirtieron en legendarias, y ayudaron a cambiar la reputación de Haçienda, que pasó de ser una pérdida constante de dinero a estar completamente llena todas las noches a comienzos de 1987.
Otros clubs en Mánchester comenzaron a seguir el liderazgo de Haçienda: The Boardwalk, Konspiracy, House, Soundgardens y Man Alive en el centro de la ciudad, The International (y posteriormente the International 2) en Longsight, Bugsy's en Ashton-Under-Lyne y el Osborne Club en Miles Platting.
Otro factor clave en la gestación del movimiento Madchester hacia final de ese año, fue la llegada repentina del éxtasis a la ciudad - la leyenda cuenta que un amigo de los Happy Mondays fue un pionero en traer la droga desde Ámsterdam -. Según el DJ de Haçienda Dave Haslam: "Ecstasy use changed clubs forever; a night at the Haçienda went from being a great night out, to an intense, life changing experience" (Traducción: "El uso del éxtasis cambió los clubs para siempre; una noche en la Haçienda fue de ser una gran noche de marcha, a una intensa experiencia que te cambia la vida").
Durante 1988 el Acid House se hizo popular en todo Reino Unido, siendo también otra influencia en la "cultura de club" que estaba construyendo en Mánchester.

## Comienzo de las bandas de Madchester
Aunque la escena Madchester no se puede decir que hubiera empezado antes del otoño de 1988 y el término "Madchester" no se acuñó hasta un año después, muchas de las bandas más importantes locales ya estaban en la escena antes de entonces.
- The Stone Roses se formaron en 1984 por el cantante Ian Brown y el guitarrista John Squire, que habían crecido en la misma calle en Timperley, una ciudad suburbana al sur de Mánchester. Habían estado en bandas juntos desde 1979, cuando tenían ambos 16 años, pero the Stone Roses fue la primera con la que publicaron un disco, "So Young", en 1985. La formación se completaba con Alan "Reni" Wren a la batería y, desde 1987, Gary "Mani" Mounfield al bajo.

- Happy Mondays se formaron en Salford en 1981. Los miembros hasta 1992 fueron Shaun Ryder, su hermano Paul, Mark "Bez" Berry, Paul Davis, Mark Day y Gary Whelan. Firmaron por Factory Records después de que el DJ Mike Pickering los viera en un concurso entre grupos musicales en el que quedaron últimos. Publicaron dos sencillos - "45", producido por Pickering en 1985, y "Freaky Dancin'", producido por Bernard Sumner, vocalista de New Order, en 1986. Su primer álbum se editó en 1987 producido por John Cale bajo el efectivo título de "Squirrel and G-Man Twenty Four Hour Party People Plastic Face Carnt Smile (White Out)".

- Inspiral Carpets se formaron en Oldham en 1986 y sus integrantes fueron Clint Boon (órgano), Stephan Holt (voces) quien sería sustituido por Tom Hingley a principios de 1989, Graham Lambert (guitarra), Martyn Walsh (bajo) y Craig Gill (batería). Publicaron un mini disco un año después, y en 1988 el EP "Planecrash" en su propia discografía Cow Records. Este disco llamó la atención de John Peel, quien los situó en un buen lugar dentro de Madchester.

- James se formaron en 1981 por Jim Glennie, quien dio nombre a la banda, el estudiante de teatro Tim Booth en las voces, Paul Gilbertson y Gavan Whelan en la batería, abandonando estos dos últimos la banda antes de conseguir éxito comercial. Publicaron su primer EP, "Jim One" en Factory Records en 1983, y atrajeron el entusiasmo del público, así como un leal apoyo local y el padrinazgo de Morrissey. Sin embargo, las ventas de sus dos álbumes para Sire Records, "Stutter" en 1986 y "Strip-Mine" en 1988, fueron decepcionantes y, en el momento de la eclosión del Madchester, la banda estaba vendiendo camisetas para conseguir fondos para sus propias ventas a través de Rough Trade Records. Madchester les ayudó a conseguir un tardío éxito comercial y el sencillo "Sit Down" se convirtió uno de los himnos más famosos de esa época.

- 808 State se formó en 1988 por el propietario de la tienda Eastern Bloc Records en Oldham Street, Martin Price, junto con Graham Massey y Gerald Simpson. Los tres hicieron un innovador set de acid house, tocando en varias salas de la ciudad, y publicando el aclamado e influyente álbum "Newbuild" en el propio sello de Price. Simpson poco después dejó el grupo, pero continuó grabando con la banda A Guy Called Gerald.

## El comienzo de Madchester
En el otoño de 1988, se publicaron tres discos de forma simultánea que constatarían que en Mánchester se estaba formando una escena a tener en cuenta.
En octubre, los Stone Roses publicaron el sencillo "Elephant Stone" producido por Peter Hook de New Order. También ese mismo mes, Happy Mondays publicó el sencillo "Wrote for Luck", al que seguiría el álbum Bummed, publicado en noviembre y producido por Martin Hannett, el mítico productor de Joy Division. También en noviembre, A Guy Called Gerald publicó su primer sencillo "Voodoo Ray".
Aunque ninguno de esos sencillos alcanzó éxito masivo, los tres recibieron bastante atención en Mánchester, y "Wrote for Luck" y "Voodoo Ray" fueron reconocidas a nivel nacional en los escenarios indie y dance respectivamente.
El crecimiento de esta escena había estado respaldado por el éxito de las pioneras "noches Ibiza" de Haçienda durante el verano de 1988 y por la noche "Hot Acid House" en noviembre, en la que pinchaban Mike Pickering y John Da Silva.
Ya en diciembre, la prensa musical británica comenzaba a confirmar que algo estaba ocurriendo en la ciudad. Según Sean O'Hagan en el NME (17/12/1988): "Hay un rumor bastante creíble dentro del mundo musical que afirma que en ciertas ciudades del norte, siendo Mánchester el primer ejemplo, se ha distribuido agua con pequeñas dosis de sustancias químicas que expanden la mente... Todos, desde Happy Mondays hasta el seriamente desorientado Morrissey se ajustan de alguna forma a esa teoría. Fuera de este paquete, A Guy Called Gerald muestran las infinitas posibilidades de los sintetizadores".
Sin embargo el entusiasmo de la prensa en ese momento no estaba sobredimensionado y la idea de que todo el país debía estar con la atención puesta en Mánchester se desarrolló lentamente.
El interés hacia los Stone Roses fue creciendo mientras estaban de gira por el Reino Unido y publicaban su sencillo "Made of Stone" en febrero de 1989. No entraron en las listas, pero fueron bien recibidos y la banda era percibida como una gran promesa cuando en marzo se publicó su álbum de debut homónimo producido por John Leckie.
Bob Stanley, periodista musical que poco más tarde formaría parte de Saint Etienne, escribió la crítica del disco en el Melody Maker del 29 de abril de 1989: "Este es simplemente el mejor álbum de debut que he escuchado desde que compro discos. Olvida a todos los demás, olvida trabajar mañana.". El NME no publicó una crítica tan rotunda, pero lo definió como el "mejor álbum nunca grabado".

## "Baggy"
En mayo, Happy Mondays publicaron el sencillo "Lazyitis" e Inspiral Carpets sacaron su primer sencillo con el nuevo cantante Tom Hingley, titulado "Joe". Al igual que Stone Roses, Inspiral Carpets producían música independiente inspirada en los sesenta. Las tres principales bandas de la escena emergente tenían influencias del dance, en especial del funk de los años 1970, con líneas de bajo disco y guitarras wah-wah que añadían a la música indie. Inspiral Carpets además de todas estas referencias también utilizaban en su música un órgano Farfisa muy característico en su sonido.
Este sonido, que fue conocido como "baggy" (holgado, en español), normalmente incluía una combinación de funk, psicodelia, rock y música house. Esta música estaba influida por la música indie que había dominado la escena musical de la ciudad durante los 80, pero también tomaban como patrón la música que sonaba en Haçienda.
Junto con la música, también surgía una manera de vestir de la que proviene el nombre "baggy". Los vaqueros holgados (frecuentemente acampanados) con colores brillantes o camisetas estilo hippie y estilo de los sesenta se convirtió en el uniforme estándar de la gente joven de Mánchester primero y de todo Reino Unido después, incluyendo sombreros de pescador como los que llevaba Reni, el batería de Stone Roses. La moda baggy, al igual que la música, estaba en algún lugar entre lo retro y la juerga.
La mayoría de bandas de la escena Madchester harían música "baggy", incluyendo a James, The Charlatans y The Mock Turtles. Sin embargo, en los primeros años 1990 el sonido se extendió por Reino Unido, con bandas como The Farm, Flowered Up, Candy Flip y los Blur de su primer disco Leisure pisando donde los mancunianos lo hicieron antes. Otros grupos que estuvieron muy influidos por esta combinación entre indie, psicodelia y música de baile fueron los Primal Scream de Screamadelica, Soup Dragons a partir de su disco Love Gold o los jóvenes EMF, quienes triunfaron en todo el mundo con su canción Unvelievable.
El baggy no se restrigía a Mánchester, pero la música de esta ciudad tampoco estaba restringida al baggy. 808 State retornó con el sencillo "Pacific" recodando la importancia que la música electrónica tuvo en el movimiento, y la escena Madchester también dio cobijo a artistas hip-hop como Ruthless Rap Assassins y MC Tunes.

## Madchester alcanza su esplendor
Durante el verano de 1989, el interés por la escena mancuaniana continuaba creciendo, y los medios de comunicación daban buena cuenta de ello en el momento de la publicación por Happy Mondays del remix de Vince Clarke, "Wrote for Luck" como sencillo en septiembre.
Noviembre fue el mes que Madchester pareció haber conquistado la conciencia del Reino Unido por medio de cuatro de los sencillos definitorios del movimiento que se publicaron durante dicho mes: "Move" de Inspiral Carpets, "Pacific" de 808 State, "The Madchester Rave On EP" de Happy Mondays y "Fools Gold/What the World Is Waiting for" de The Stone Roses.
El disco de Happy Mondays, cuya canción principal fue "Hallelujah!", acuñó el término "Madchester", que previamente había sido sugerido por los directores del vídeo, los hermanos Bailey, como un eslogan potencial para camisetas.

## Audio/Vídeo
Madchester:
- Happy Mondays - Step On
- The Stone Roses - Fool's Gold
- The Charlatans - The Only One I Know
- James - Come Home
- Inspiral Carpets - Caravan

Baggy:
- Primal Scream - Higher Than the Sun
- The Farm - All Together Now
- Blur - There's No Other Way
- Soup Dragons - I'm Free
- EMF - Unbelievable